# Sainte-Marie-d'Audouville
Sainte-Marie-d'Audouville est une ancienne commune française du département de la Manche, dans le Cotentin.

## Histoire

### Temps modernes
En 1567, Jehan de La Vigne, écuyer, sieur d'Audouville, Esmondeville, la Haye et le Creppon, tous deux situés à Émondeville, est taxé pour ses fiefs de 26 livres et 14 solz dans le rôle des nobles et roturiers, au titre du ban et de l'arrière ban de la vicomté de Coutances, réalisé par Gilles Dancel, seigneur d'Audouville, lieutenant général du bailli de Cotentin, tenu à Coutances les 20-22 octobre. Le fief d'Audouville à Sainte-Marie-d'Audouville qui valait un quart de fief de haubert était tenu de la vicomté de Valognes.

### Époque contemporaine
En 1811, Saint-Martin-d'Audouville (332 habitants en 1806) absorbe Sainte-Marie-d'Audouville (129 habitants). Au XXIe siècle, le bourg de Saint-Martin correspond plutôt au centre de Sainte-Marie, l'église de Saint-Martin est détruite après la fusion des deux paroisses.

## Liste des maires
| Période | Période | Identité | Étiquette | Qualité |
| --- | ------- | -------- | --------- | ------- |
| Une partie des données est issue de liste établie par issue de l'ouvrage "601 communes et lieux de vie de la Manche" |         |          |           |         |

## Démographie
| 1793 | 1800 | 1806 |
| ---- | ---- | ---- |
| 100  | 117  | 129c |

## Lieux et monuments
- Église Notre-Dame ou Sainte-Marie-des-Trois[5].